# Gözelek, Siverek
Gözelek là một xã thuộc huyện Siverek, tỉnh Şanlıurfa, Thổ Nhĩ Kỳ. Dân số thời điểm năm 2011 là 283 người.